# Fijeroga
Fijeroga (wł. Figarola di Dragogna) – wieś w Słowenii, w gminie miejskiej Koper. 1 stycznia 2018 liczyła 23 mieszkańców.